# Timmerhöjden
Timmerhöjden är ett naturreservat i Storfors kommun i Värmlands län.
Området är naturskyddat sedan 2013 och är 38 hektar stort. Reservatet består av gammal granskog med inslag av lövträd.. 